# Бушкув (Малопольське воєводство)
Бушкув (пол. Buszków) — село в Польщі, у гміні Слабошув Меховського повіту Малопольського воєводства.
Населення — 223 особи (2011).
У 1975-1998 роках село належало до Келецького воєводства.

## Демографія
Демографічна структура станом на 31 березня 2011 року:
|          | Загалом | Допрацездатний вік | Працездатний вік | Постпрацездатний вік |
| -------- | ------- | ------------------ | ---------------- | -------------------- |
| Чоловіки | 116     | 25                 | 73               | 18                   |
| Жінки    | 107     | 22                 | 53               | 32                   |
| Разом    | 223     | 47                 | 126              | 50                   |